# Peyton List (skådespelare född 1998)
Peyton Roi List, född 6 april 1998 i Florida, är en amerikansk skådespelare, modell och sångare. Hon är mest känd för att ha spelat Emma Ross i Disney Channels komediserie Jessie och dess spinnoffserie Bunk'd, samt för att ha spelat Holly Hills i Diary of a Wimpy Kid. Under 2016 spelade hon rollen som Ellie O'Brien i Disney Channel Original Movies The Swap.

## Privatliv
Peyton har två bröder, hennes tvillingbror Spencer, och en yngre bror, båda är skådespelare. Från mars 2011 bodde List med sin familj i New York. Familjen flyttade till Los Angeles när List var 16 år.
List gick på Oak Park High School i Oak Park, Kalifornien, där hon tog examen 2016.

## Karriär

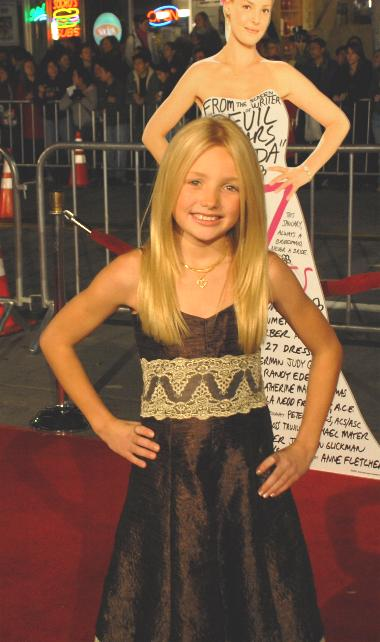
List vid premiären av 27 Dresses, januari 2008

### Modell
List var modell för Justice magazine 2011, hon var även med på omslaget till American Girl 2009.
List har medverkat i över fyrahundra annonser i olika format för olika företag.

### Skådespel
List medverkade tillsammans med Robert Pattinson i filmen Remember Me, List som Pattisons karaktärs lillasysters mobbare. Hon var också med i Disneys The Sorcerer's Apprentice och Lifetime Movies Networks Secrets in the Walls.
List medverkade i Diary of a Wimpy Kid: Rodrick Rules och Diary of a Wimpy Kid: Dog Says, som Holly Hills, Gregs förälskelse. Från 2011 till 2015 spelade hon rollen som Emma Ross, den äldsta av fyra syskon, i Disney Channels TV-serie Jessie. Den 25 februari 2015 meddelades det att Jessie skulle sluta efter den fjärde säsongen och att List, tillsammans med Karan Brar och Skai Jackson skulle låta sina karaktärer fortsätta i spinoffserien Bunk'd.

### Sång
List uppträdde tillsammans med Ingrid Michaelson vid en av Michaelsons konserter. Under 2018 släppte list sin första singel, Liar Liar.

## Namnförvirring
Peyton List delar samma namn med en annan skådespelare, Peyton List (född 1986). I en intervju 2013 av Access Hollywood berättade den yngre List att hon brukar använda Peyton R. List för att undvika förvirring. SAG-AFTRA har en policy om att undvika skådespelare med samma namn, men detta upptäcktes inte. De båda List medverkade i samma scen, där den äldre List spelade Lucy Montgomery i As the World Turns.
Flera år senare blev den yngre List förvirrad när de båda skådespelarna bodde på samma hotell, då de mottog telefonsamtal och röstmeddelanden som var menat för den andra. IndieWire noterade förvirring även på engelskspråkiga Wikipedia, då båda artiklar började likadant, "Peyton List is an American actress and model."

## Film
- Spider-Man 2
- The Product of 3c
- 27 Dresses
- Remember Back, Remember When
- Confessions of a Shopaholic
- 3 Backyards
- Remember Me
- The Sorcerer's Apprentice
- Bereavement
- Miriam's Song
- Diary of a Wimpy Kid: Rodrick Rules
- Something Borrowed
- The Trouble with Cali
- Diary of a Wimpy Kid: Dog Days
- The Seventh Dwar
- The Outskirtsf
- The Thinning

## TV
- As the World Turns
- All My Children
- Saturday Night Live
- Cashmere Mafia
- Wonder Pets
- Late Show with David Letterman
- Gossip Girl
- Secrets in the Walls
- Law & Order: Special Victims Unit
- Jessie
- The Dog Who Saved the Holidays
- Austin & Ally
- A Sister's Nightmare
- Pass the Plate
- Good Luck Charlie
- I Didn't Do It
- Ultimate Spider-Man
- Bunk'd
- K.C. Undercover
- The Swap
- Cobra Kai